# Helmut Pauls

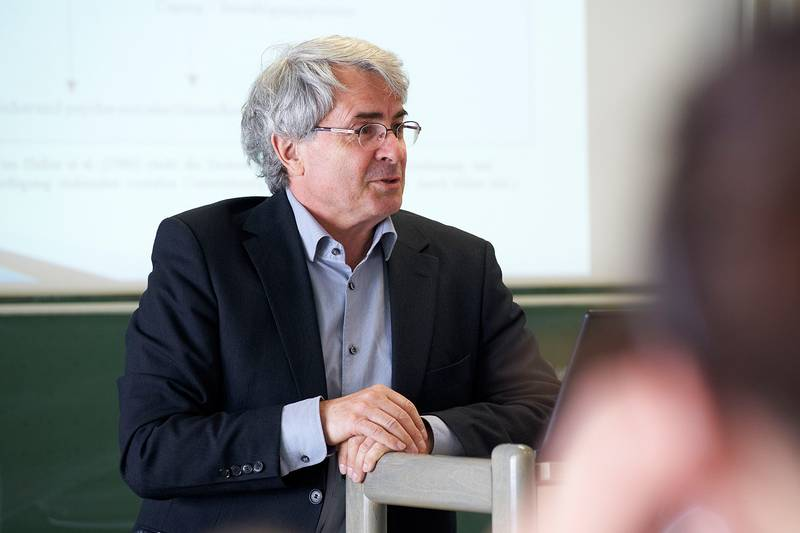
Helmut Pauls

Helmut Pauls (* 1952 in Dortmund) ist ein deutscher Diplom-Psychologe, Psychologischer Psychotherapeut, Klinischer Sozialarbeiter und emeritierter Professor der Hochschule Coburg. Er gilt als Mitbegründer der Klinischen Sozialarbeit in Deutschland.

## Leben und Wirken
Pauls wuchs in Bochum auf und studierte nach dem Abitur ein Semester Philosophie, Germanistik und Publizistik an der Ruhr-Universität Bochum. Sein Psychologiestudium absolvierte er an der Universität Bonn mit Diplom-Abschluss im Jahr 1976 und eröffnete im selben Jahr eine psychotherapeutische Praxis in Siegburg, wo er im Jahr 1983 auch ein Ausbildungsinstitut gründete. Weiterbildungen erfolgten in Verhaltenstherapie und weiteren Psychotherapieverfahren. Von 1979 bis 1983 war er als wissenschaftlicher Mitarbeiter an der Universität Bonn tätig und wurde dort 1980 promoviert.
Pauls lehrte von 1984 bis zu seiner Emeritierung im Jahr 2016 als Professor für Psychologie, Sozialpädagogik und Sozialethik an der Hochschule Coburg, wo er auch den Masterstudiengang „Klinische Sozialarbeit“ (in Kooperation mit der Alice-Salomon Hochschule Berlin) entwickelte und bis zu seiner Emeretierung leitete. 1994 gründete er zudem das IPSG-Institut für Psycho-Soziale Gesundheit als erstes An-Institut der Hochschule Coburg. Er war Mitglied im Fakultätsrat der Fakultät Soziale Arbeit und Gesundheit sowie Mitglied der Prüfungskommission und Vorsitzender des Prüfungsausschusses. Zwei Jahre war er außerdem Dekan im Fachbereich Sozialwesen.
Darüber hinaus wirkte Pauls als Lehrbeauftragter an der Fachhochschule Nordwestschweiz, der Universität Fribourg und der MCJ Management Hochschule Innsbruck und war Mitglied im wissenschaftlichen Beirat der Fachhochschule München.
Pauls ist verheiratet mit der promovierten Diplom-Psychologin und Psychotherapeutin Mechthild Pauls und lebt in Weitramsdorf.

## Auszeichnungen
- 2014: Ehrenmedaille der Hochschule Coburg[3]

## Veröffentlichungen (Auswahl)
- als Hrsg. mit Petra Stockmann, Michael Reicherts: Beratungskompetenzen für die psychosoziale Fallarbeit. Ein sozialtherapeutisches Profil. Lambertus-Verlag, Freiburg i. Br. 2013, ISBN 978-3-7841-2430-8.
- Klinische Sozialarbeit. Grundlagen und Methoden psycho-sozialer Behandlung. 3. Aufl., Beltz Juventa, Weinheim 2013, ISBN 978-3-7799-1966-7.
- Das biopsychosoziale Modell – Herkunft und Aktualität. In: European Centre for Clinical Social Work, 2013, online
- mit Michael Reicherts: Zielorientierung und Zielerreichungsanalyse in der psycho-sozialen Fallarbeit. Eine Arbeitshilfe für Beratung, Soziale Arbeit, Sozio- und Psychotherapie. ZKS-Verlag für psychosoziale Medien, Höchberg 2013. ISBN 978-3-934247-64-2.
- als Hrsg. mit Johannes Lohner, Ralph Viehauser: Didaktische Bausteine und Übungen zur Klinischen Sozialarbeit in der Lehre. ZKS Verlag, 2014, ISBN 978-3-934247-20-8.
- als Hrsg. mit Antonia Lammel: Sozialtherapie. Sozialtherapeutische Interventionen als dritte Säule der Gesundheitsversorgung. Verlag Modernes Lernen. Dortmund 2017, 2. Aufl. 2020, ISBN 978-3-8080-0851-5.